# Le Truck

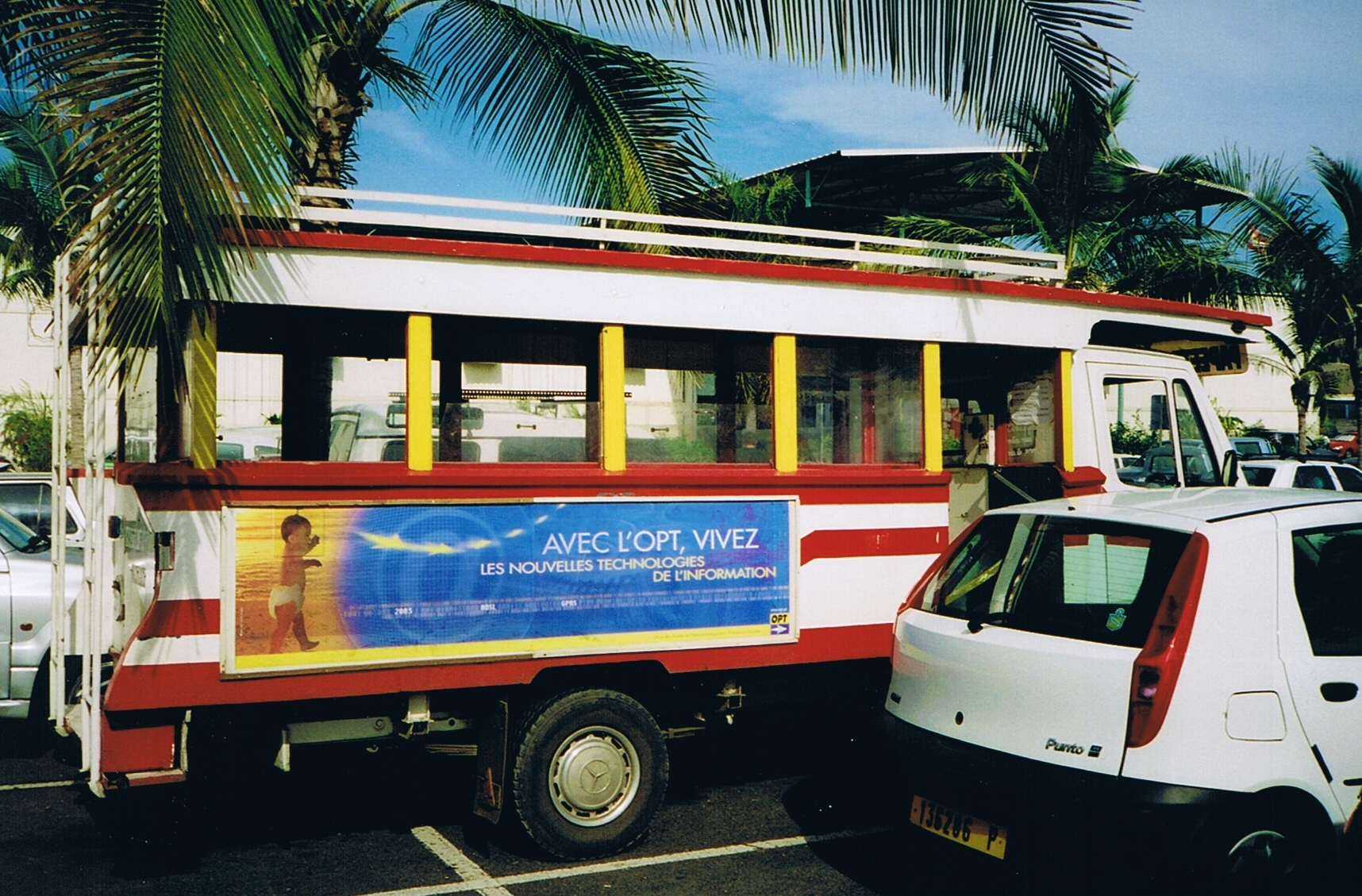
Le Truck auf Papeete

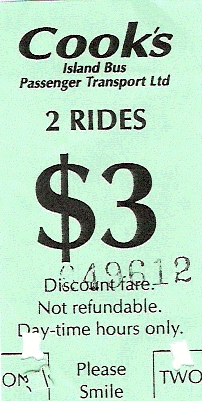
Fahrkarte für Le Truck auf den Cookinseln

Le Truck wird der öffentliche Busservice in Polynesien genannt. Das Wort ist eine Zusammensetzung aus dem anglo-amerikanischen Substantiv „truck“   (Laster, Lastwagen, LKW) und dem französischen Artikel „le“ (der).
Das Bussystem ist ursprünglich aus Militär-Lastkraftwagen entstanden, die amerikanische Truppen nach dem Ende des Pazifikkrieges auf den Militärbasen der Südsee zurückgelassen hatten und die von den Inselbewohnern kurzerhand zum öffentlichen Transportmittel umfunktioniert wurden. Heute sind es handelsübliche LKW-Fahrgestelle, denen eine – meist selbst gebaute – Buskabine aufgesetzt wird. Die Fenster sind in der Regel offen, Fensterscheiben sind wegen des milden Klimas nicht notwendig. Die Fahrgastsitze sind – zumindest in den Bussen der kleineren Inseln – einfache, selbst gezimmerte Holzbänke. Sicherheitsausrüstung nach mitteleuropäischem Standard, wie Notausstiege, Gurte, Feuerlöscher usw., ist nicht üblich.
Auf den meisten Inseln der Südsee gibt es nur eine einzige Ringstraße, die die in der Küstenebene gelegenen Siedlungen miteinander verbindet. Der öffentliche Bus fährt die einzelnen Dörfer nacheinander ab, auf Rarotonga z. B. in einer Stunde linksherum und in der nächsten Stunde rechtsherum. Die Fahrzeuge halten wann und wo die Passagiere es wünschen, Fahrpläne und feste Haltestellen gibt es normalerweise nicht. Die Fahrgäste nehmen alle Arten von Lasten (auch lebende Tiere) mit. Besonders an Markttagen kann der Tourist, der sich dem Bus anvertrauen will, abenteuerliche Zuladungen erleben.
Le Truck gibt es auf Moorea, Bora Bora, Hiva Oa, Ua Pou und vielen anderen Inseln der Südsee. Auf Tahiti verkehrt eine etwas komfortablere, eher den Bedürfnissen des Tourismus angepasste Variante.